# Tecomanthe dendrophila
Tecomanthe dendrophila är en katalpaväxtart som först beskrevs av Carl Ludwig von Blume, och fick sitt nu gällande namn av Karl Moritz Schumann. Tecomanthe dendrophila ingår i släktet Tecomanthe och familjen katalpaväxter. Inga underarter finns listade i Catalogue of Life.